# Orthodicranum mayrii
Orthodicranum mayrii là một loài Rêu trong họ Dicranaceae. Loài này được (Broth.) Smirnova mô tả khoa học đầu tiên năm 1969.